# مجلس الصحة العالمي
مجلس الصحة العالمي، هو منظمة لا تسعى للربح، يقع مقرها في الولايات المتحدة، تقوم بالربط بين «مئات المنظمات غير الحكومية (NGOs) المختصة بالصحة حول العالم، بغية تبادل المعرفة، والموارد، وبناء الشراكات، لتصبح من أقوى المدافعين عن قضية الصحة». ويشكل المجلس أكبر تحالف للأعضاء في العالم يكون مكرسا لتطوير السياسات والبرامج التي تحسن الصحة في أنحاء العالم. يخدم المجلس ويمثل ما ينوف عن آلاف المحترفين في مجال الصحة من أكثر من 100 دولة في ست قارات. حيث يعملون على إدراج المخاطر الصحية المنتشرة في العالم في خمس مجالات رئيسية «تكون معرفة كخطر على تحسين الصحة وتطبيق العدالة» وذلك في سبيل «الحد من الأمراض والموت في جميع البلدان»:
- صحة النساء
- صحة الطفل
- فيروس نقص المناعة البشرية (الإيدز)
- الأمراض المعدية
- التهديدات الصحية الطارئة

هذا ويرعى المجلس كلا من المؤتمرات الدولية كما يؤمن مجموعة من المختصين من ذوي الاختصاصات المتنوعة من أجل المصالح الإعلامية وصناع السياسة. وقد جاء على الموقع الإلكتروني للمجلس أنه «يعمل على تأمين جميع المعلومات والموارد لمن يكافح من أجل تحسين ورعاية الصحة العالمية في سبيل تحقيق مبتغاه.» 

## التاريخ
منذ تأسيسه في التسعينيات، يحصل المجلس على التمويل بالدرجة الأولى من الهبات المقدمة من الوكالة الأميركية للتنمية الدولية [USAID] ومركز التحكم في الأمراض [CDC]. " في عام 1998، أصبح نيلس دولير، العضو السابق في الوكالة الأميركية للتنمية الدولية، رئيسا لمجلس الصحة العالمي وشعر أنه يجب أن يكون للمجلس صوتا مستقلا. فالمجلس ينوع تمويله كمسألة مبدأ بالرغم من أنه جدول أعمال إدارته كان متفقا مع الحكومة في ذلك الوقت. وبحلول عام 2003، أصبح 20 بالمائة فقط من تمويل المجلس يأتي عن طريق الحكومة الأميركية.
بينما كان المجلس يتطور، كان على اسمه أن يتطور أيضا ليعكس الغاية من عمله بطريقة صحيحة. ففي عام 1998، أصبح المجلس الوطني للصحة العالمية يدعى مجلس الصحة العالمي وذلك ليصبح أكثر تمثيلا لعمله في القرن الحادي والعشرين. فتضمين كلمة العالمي في اسمه تعكس مبتغى المجلس بضم المزيد من المنظمات العالمية والأفراد في عضويته ليغدو بذلك المصدر الرائد غير الحكومي للمعلومات والتجربة العملية علاوة على كونه المحلل والمدافع العام لأكثر القضايا الصحية الطارئة في العالم.
أخذ المجلس بتنظيم شبكة عمل الصحة العالمية منذ عام 1998 وذلك سعيا وراء أهدافه البنيوية الدفاعية. " كانت الفكرة تتمثل في تأسيس جماعات مكونة من المواطنين المشجعين في أإنحاء الولايات المتحدة بهدف تثقيف المجتمعات المحلية ومسؤوليها المنتخبين بشأن الحاجة للمزيد من للصحة العالمية. ومع استمرار عمل هذه الشبكة، فقد تمكن المجلس من تنفيذ حملات دفاعية قومية النطاق للتعامل مع قضايا الصحة العالمية الحيوية.
كجزء من نشاط المجلس لزيادة وتحسين الوعي حول أزمة مرض الإيدز، فقد رعى المجلس في عام 1999 الحدث السابع عشر ل إضاءة الشموع التذكارية الدولية لمكافحة الإيدز. هذا وقد نما الحدث ليشمل 1500 جالية في أكثر من 100 بلد. كما أنه الحدث الأكبر في العالم والأكثر شعبية الخاص بمرض نقص المناعة البشرية المكتسب.
هذا ويستمر مجلس الصحة العالمي في النمو مع تنامي صوت الصحة العالمية عبر استخدام وسائل الإعلام ومنشوراته بما ذلك مجلة الصحة العالمية"،  إضافة إلى تشجيع كل من مؤتمره السنوي وموقعه الإلكتروني للتأييد والثقافة ومشاركة المعلومات.

## الجوائز
يقدم المجلس عددا من الجوائز البارزة، كما أن بعض حاصديها منعوا من السفر لاستلام جوائزهم وهو الأمر الذي لفت الانتباه لعملهم. إضافة إلى الجوائز التشريفية التالية فإن الإدارة تبحث أيضا أمر كل من «جائزة المشاركة الأفضل في الصحة العالمية» علاوة على «جائزة التميز في الإعلام فيما يخص الصحة العالمية».

### جائزة جوناثان مان للصحة وحقوق الإنسان
سميت جائزة جوناثان مان للصحة وحقوق الإنسان بهذا الاسم تكريما للرئيس السابق لبرنامج الإيدز العالمي التابع ل منظمة الصحة العالمية (WHO)، جوناثان مان، الذي استقال احتجاجا على عدم استجابة كل من الأمم المتحدة ومنظمة الصحة العالمية للأمور المتعلقة بمرض نقص المناعة البشرية المكتسب. وفي عام 2001، استلم قاو ياوجي منصبه، وهو طبيب أمراض نساء صيني متقاعد وأحد مجاربي مرض الإيدز الرئيسيين في الصين، حيث كان يساعد المزارعين العليلين في مقاطعة هينان التي أصيب شعبها بمرض الإيدز أثناء بيعهم دمائهم في محطات الجمع غير الصحية من أجل الأموال. وقد منع ياوجي من حضور احتفال تقديم الجوائز في واشنطن الذي استضافه الأمين العام للأمم المتحدة آنذاك كوفي عنان.
كانت جائزة مان ستمنح في عام 1998 إلى بيناياك سين، وهو طبيب هندي بارز مسؤول عن تصوير أحد أنجح النماذج المجتمعية للرعاية الصحية في الهند – وفقا لبرنامج ميتانين التقليدي، وهو برنامج صحي يقدم النصح للفقراء في الريف حول الرعاية الوقائية – وبذلك فقد جعل سين الرعاية الصحية متوفرة للكثيرين ممن يعوزهم الحصول عليها. كما أنه كان ناقدا صريحا لاستخدام الحكومة للميليشيات المسلحة في سبيل إخراج القرويين من الغابات الغنية بالمعادن وذلك من أجل رفع التنمية وقد سجن في شهر 2007 تبعا لذلك بتهم التحريض على الفتنة ومنها الزعم بصلته بجماعة مايوست المتمردة وتهريب رسالة لأحد متمردي مايوست السجناء كان الطبيب قد زاره. سين أنكر التهم الموجهة إليه، وعززت جهوده للحصول على الجائزة في السجن من قبل 22 شخصا من الحائزين على جائزة نوبل، هذا وقد خرج من السجن بكفالة..
أما الحائز على جائزة جوناثان مان للصحة وحقوق الإنسان لعام 2009 فقد كان الدكتور دوغلاس غاديتزو، الطبيب الزمبابوي المدافع عن حقوق الإنسان والعضو الفخري في رابطة زيمبابوي للأطباء من أجل حقوق الإنسان (ZADHR). ساعد الدكتور غاديتزو بتأسيس الرابطة استجابة لفشل مؤسسة زيمبابوي الطبية بالتحرك ضد انتهاكات حقوق الإنسان التي قام بها الرئيس الزيمبابوي روبرت موغاب. وقد حضر لقاء الرابطة الأول في عام 2002 ست وعشرون طبيبا فقط، أما اليوم، فإن المنظمة نمت لتشمل أكثر من 300 طبيب. [بحاجة لمصدر]

### جائزة غيتس
سميت ومولت من قبل مؤسسة بيل ومليندا غيتس، وهما مؤسس شركة مايكروسوفت وزوجته. هذا ويدير المجلس جائزة غيتس التي تساوي مليون دولار. في عام 2004، نال الجائزة فاضل حسن عابد ومنظمته، التي تسمى لجنة بنغلاديش للنهوض بالريف (BRAC)، وهي إحدى أكثر منظمات التنمية نجاحا في العالم، المشهود لها بتحسين الصحة والرفاهية لعشرات الملايين من الناس المعوزين في بنغلاديش". ومن بين الرابحين السابقين مؤسسة روتاري، التي حشدت الملايين للحملة العالمية المستمرة من أجل دحض مرض شلل الأطفال.
هذا وقد منحت جائزة غيتس لعام 2009 إلى كلية لندن للصحة والطب الاستوائي.

## وصلات إضافية
- Board of Directors
- Member Organizations